# Rishaschia
Rishaschia Makhan, 2006 è un genere di ragni appartenente alla famiglia Salticidae.

## Distribuzione
L'unica specie oggi nota di questo genere è stata rinvenuta in Suriname.

## Tassonomia
A giugno 2011, si compone di una specie:
- Rishaschia amrishi Makhan, 2006 — Suriname